# Susan Johnson (attrice)
Susan Johnson, all'anagrafe Marilyn Jeanne Johnson (Columbus, 6 luglio 1927 – Sacramento, 24 febbraio 2003) è stata un'attrice statunitense.

## Biografia
Ha studiato canto all'Università statale dell'Ohio prima di trasferirsi a New York nel 1947, dove recitò a Broadway nei musical Brigadoon (1950), Buttrio Square (1952) e The Most Happy Fella (1965), per cui vinse il Theatre World Award. Nel 1958 recitò nuovamente a Broadway in Oh Captain!, per cui fu candidata al Tony Award alla miglior attrice non protagonista in un musical. Dopo la morte del terzo marito tornò a recitare, cantando nel musical Follies a Long Beach (1990) e recitando al cinema nei film Sister Act e Sister Act 2 - Più svitata che mai.
Morì per un enfisema nel 2003, all'età di settantacinque anni.

### Vita privata
È stata sposata tre volte. La prima volta si sposò con l'attore Robert Pastene, da cui divorziò, mentre il secondo marito la lasciò dopo che la Johnson si fratturò il cranio e perse temporaneamente l'udito a seguito di un incidente nel 1962. Dal 1965 fu sposata con l'ex giocatore di baseball Chet Kehn, stroncato da un infarto nel 1984.

## Filmografia

### Cinema
- Sister Act - Una svitata in abito da suora (Sister Act), regia di Emile Ardolino (1992)
- Sister Act 2 - Più svitata che mai (Sister Act 2: Back in the Habit), regia di Bill Duke (1993)

### Televisione
- Lucy ed io - serie TV, 1 episodio (1957)